# Klapperstensfält

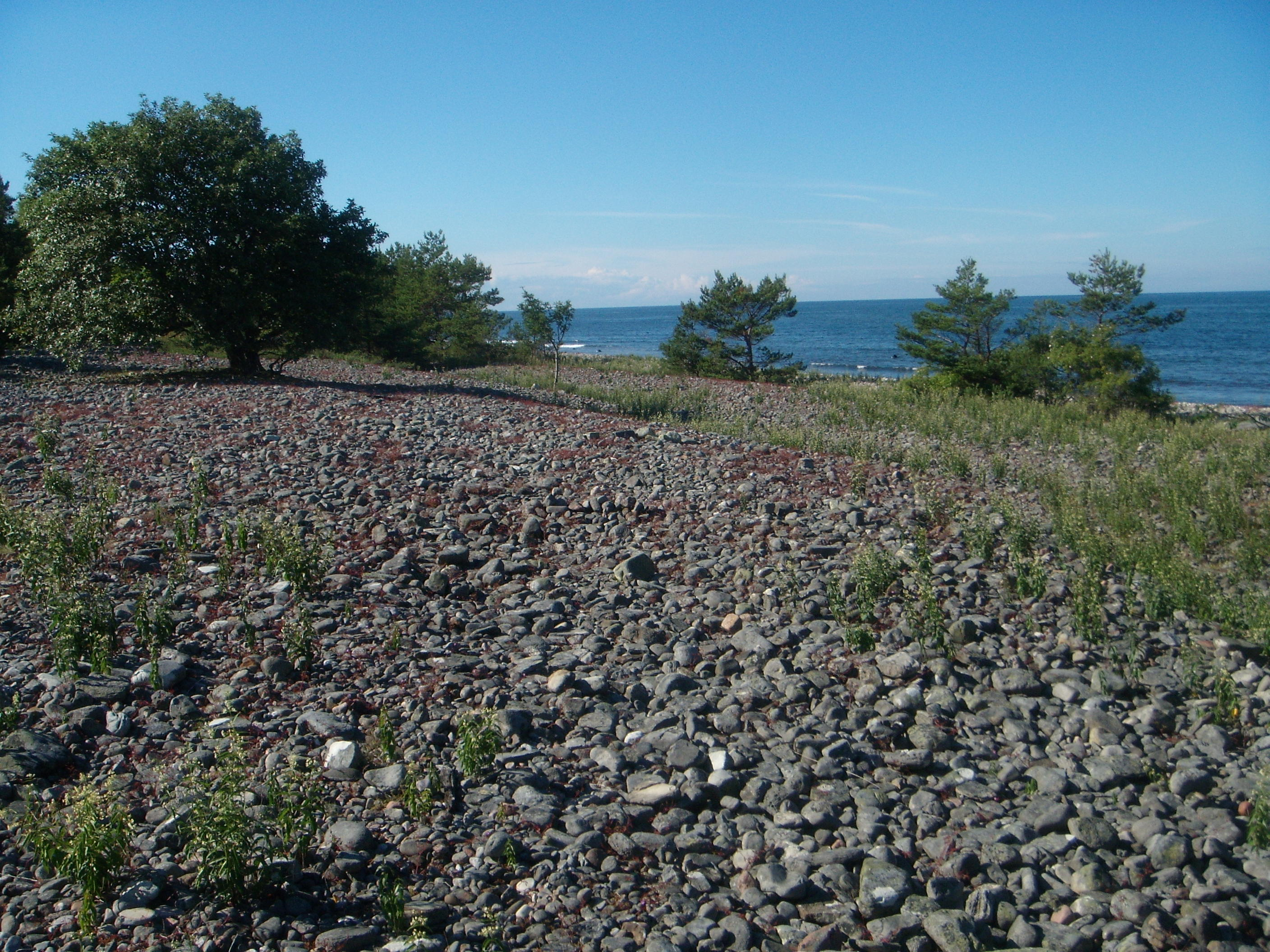
Klapperstenfält Trollskogen.

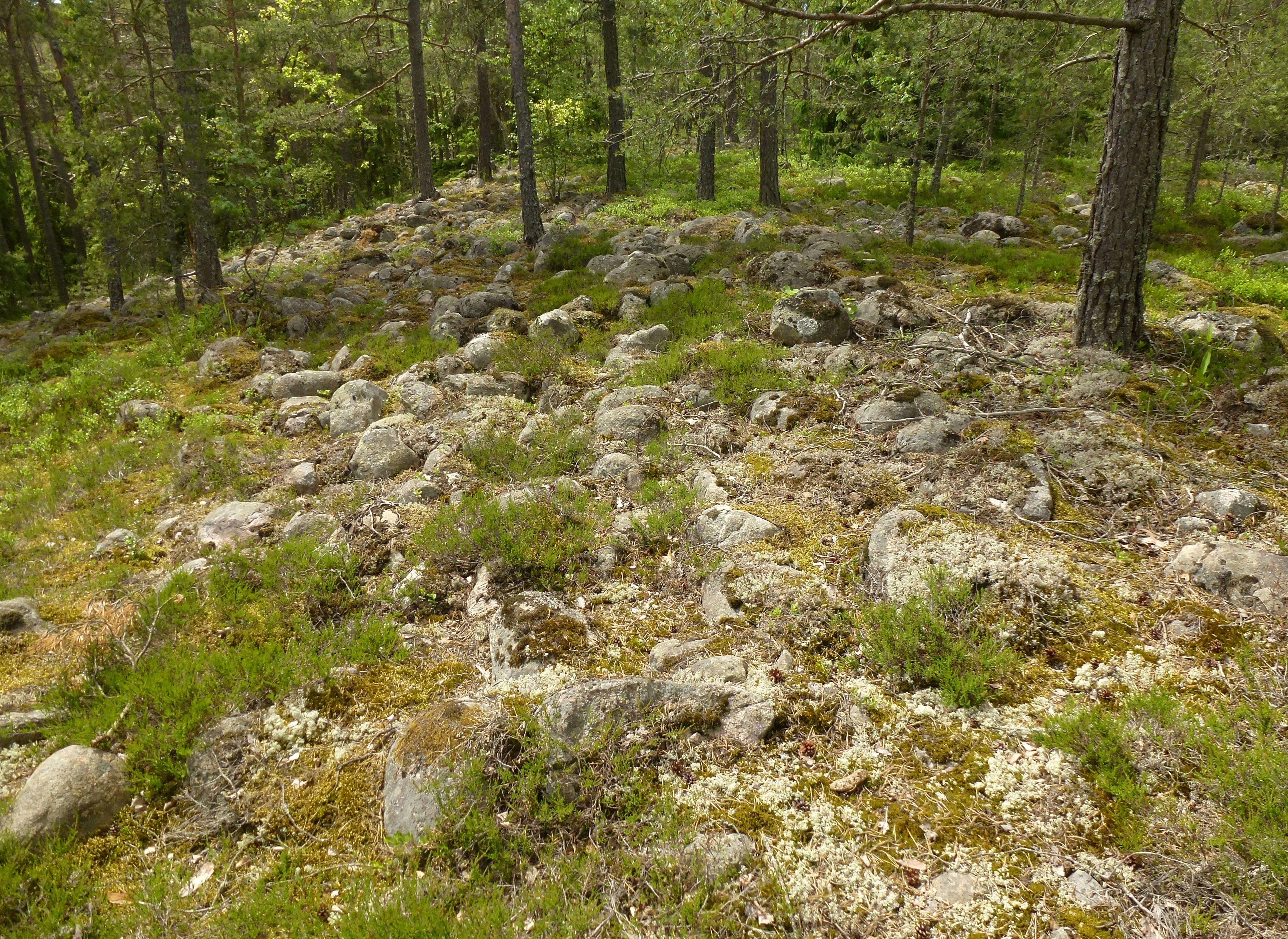
Fossilt klapperstensfält i Pålamalms naturreservat.

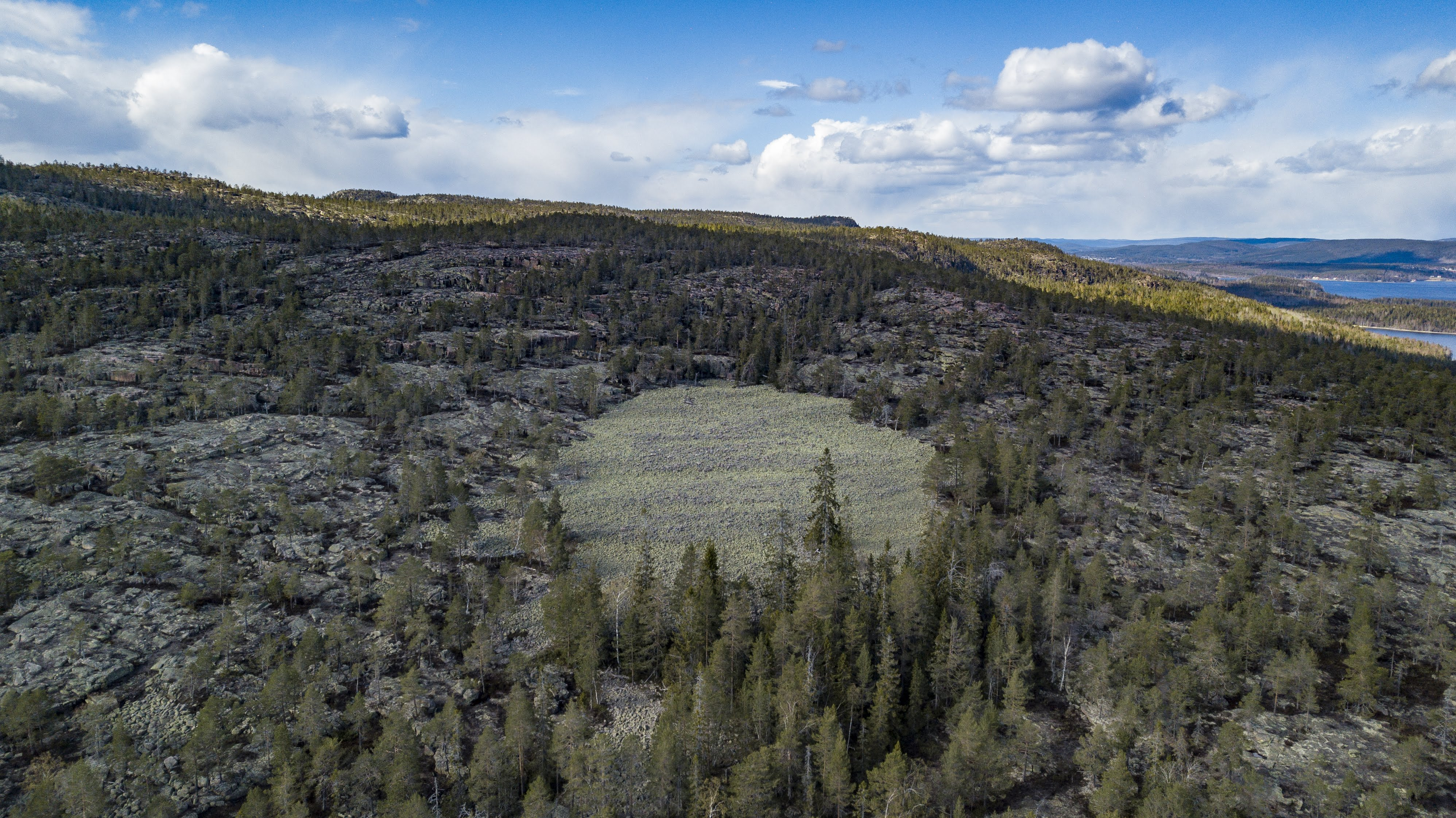
Klapperstensfält i Skuleskogens nationalpark, som numera ligger mer än 100 meter över havsytan.

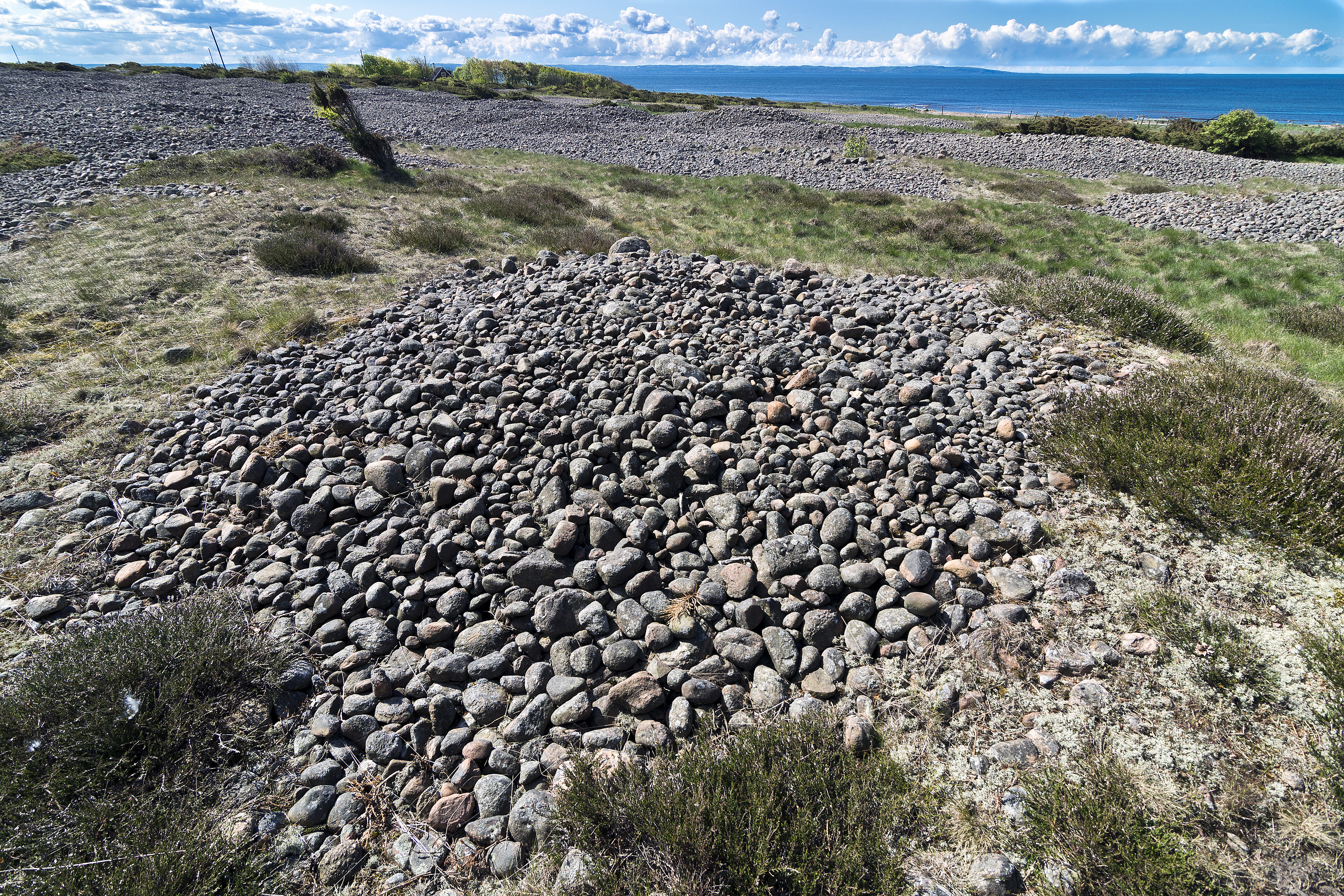
Klapperstensgravfält, Påarp, Halland

Ett klapperstensfält är ett område med klapperstenar, bestående av vanligtvis väl avrundade stenar och ofta även mindre block som har formats av vågor i strandens svallzon.
Fossila klapperstensfält är gamla stränder med klappersten som genom landhöjningen höjts högt över nuvarande havsnivå. Förleden "klapper" härrör från det klapprande ljud som uppstår när stenarna slår mot varandra då de översköljs av vågorna.
Dialektalt kallas även klapperstensfält för djävulsåkrar, då man förr trodde att djävulen hade skapat dessa fält som åkrar.

## Nutida klapperstensfält
Nutida klapperstensfält hittar man ofta längs stränder. Det är svallsediment som består av stenar och mindre block, vanligtvis väl slipade och med avrundade kanter. Sedimenten är ofta lite tillplattade istället för runda eftersom de förs upp och ner av vågorna i strandens svallzon. Sådana områden finns exempelvis på Öland och är av Carl von Linné namngivna Neptuni åkrar norr om Byxelkrok. På Höga kusten, Ångermanland finns världens högst belägna klapperstensfält 280 meter över havet på Slåttberget vid Sörbacksjö utanför Örnsköldsvik. Ett annat stort klapperstensfält finns tio kilometer söder om Halmstad i Laxvik/Påarp.

## Fossila klapperstensfält
På vissa platser kan man hitta så kallade "fossila klapperstensfält", även kallat stentorg. Det är oftast stora runda stenar längs gamla stränder som genom landhöjningen höjts högt över nuvarande havsnivå och numera ligger långt upp på land. Ett exempel på ett sådant är Jättens grav beläget fyra kilometer sydväst om norra Norra Landsberget i Västmanland. Det ligger idag 180 meter över havet och bildades för omkring 9.000 år sedan. Ett annat exempel för ett fossilt klapperstensfält finns intill dödisgropen i Pålamalms naturreservat i Botkyrka kommun.